# Jøssingfjord
Le Jøssingfjord est un fjord situé au sud-ouest de la Norvège. 

## Histoire
Il est connu pour l'incident de l'Altmark qui s'y est déroulé au début de la Seconde Guerre mondiale, le 16 février 1940.